# مايك غاندي
مايك غاندي (بالإنجليزية: Mike Gandy)‏ هو لاعب كرة قدم أمريكية أمريكي، ولد في 3 يناير 1979.

## وصلات خارجية
- مايك غاندي على موقع مرجع كرة القدم المحترفة.كوم (الإنجليزية)